# Addison Rae
Addison Rae Easterling (Louisiana, 6 d'octubre de 2000) és una actriu, ballarina i personalitat estatunidenca. El setembre de 2020 tenia més de 61 milions de seguidors a TikTok, situant-se com la segona persona més seguida de la plataforma. L'agost de 2020, Forbes la va nomenar com la personalitat TikTok amb més ingressos.

## Trajectòria
Va començar a ballar de manera competitiva als 6 anys i competia a tot el país. Es va unir a TikTok el juliol de 2019, penjant vídeos ballant cançons populars a la plataforma. Forma part del grup col·laboratiu TikTok The Hype House des del desembre de 2019, quan es va formar.
Abans de traslladar-se a Los Angeles per promocionar TikTok, la ballarina va assistir breument a la Universitat Estatal de Louisiana, on va estudiar radiodifusió esportiva. Havia planejat originalment convertir-se en locutora d'activitats esportives. A finals d'octubre de 2019, va guanyar més d'un milió de seguidors a TikTok i va decidir deixar LSU al novembre. "Recordo que va ser quan vaig canviar", va dir a Business Insider l'abril del 2020. “Sabia que m'ho volia prendre més seriosament i ampliar-ho a altres plataformes. Vaig penjar un vídeo a YouTube i vaig començar a ser molt activa a Instagram. "
El ràpid èxit la va portar a signar amb l'agència de talents WME el gener del 2020, juntament amb els seus pares.
El juliol es va associar amb American Eagle a la campanya de tornada a l'escola de la marca i va llançar un podcast setmanal a Spotify amb la seva mare anomenat "Mama Knows Best". Va llançar la seva pròpia línia de cosmètics, Item Beauty, que va cofundar amb la startup de bellesa Madeby Collective.
Va protagonitzar He's All That, un remake de la comèdia per a adolescents de 1999 She's All That. El seu paper s'inspirarà en el personatge de Freddie Prinze Jr., el Zachary Siler de l'original.
Forbes va publicar un informe l'agost del 2020, que revelava que havia guanyat 5 milions de dòlars durant l'últim any fins al juny gràcies a les seves diverses ofertes i productes de promoció, cosa que la va convertir en l'estrella de TikTok amb més guanys. L'èxit a TikTok l'ha portat a treballar amb empreses com Reebok, L'Oréal, Hollister i American Eagle.

## Vida personal
Va créixer a Lafayette, Louisiana. Els seus pares són Monty Lopez i Sheri Easterling i també tenen els seus propis comptes TikTok. Té dos germans menors. Viu amb Bryce Hall des del 13 d'octubre de 2020.